# ویروس پاپیلوم انسانی

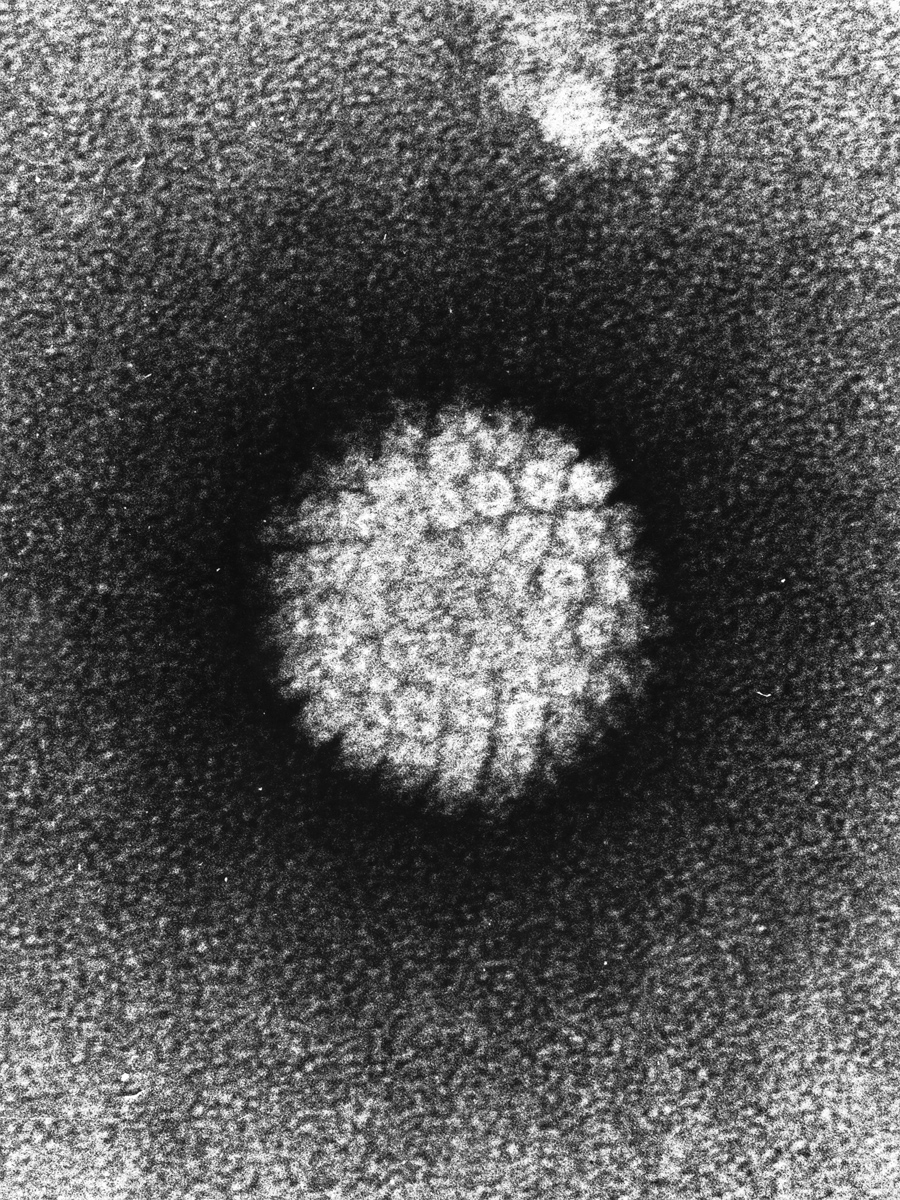
میکروگراف الکترونی یک ویروس پاپیلومای انسانی

ویروس پاپیلوم انسانی یا HPV (به انگلیسی: Human Papillomavirus) عامل عفونت اچ‌پی‌وی یک ویروس دارای دی‌ان‌ای از خانوادهٔ پاپیلوماویروس‌ها است. عفونت ناشی از این ویروس در بسیاری از موارد بدون علامت بوده و ۹۰٪ آن‌ها در دو سال به صورت خودبه‌خود رفع می‌شوند. در برخی موارد، عفونت اچ‌پی‌وی باقی مانده و باعث ایجاد زگیل یا تغییرات زخم‌شکل پیش سرطانی می‌شود. این تغییرات، بسته به ناحیهٔ تحت تأثیر، خطر ابتلا به سرطان دهانهٔ رحم، واژن، آلت مردی، مقعد، دهان، گلو و لوزه را افزایش می‌دهند. تقریباً تمامی سرطان‌های دهانهٔ رحم (سرویکس) به واسطهٔ ویروس اچ‌پی‌وی به خصوص دو تیپ HPV16 و HPV18 بوده که ۷۰٪ موارد را تشکیل می‌دهند. HPV16 تقریباً باعث ۹۰٪ سرطان‌های ناحیهٔ حلق دارای تست مثبت HPV است. بین ۶۰٪ تا ۹۰٪ سایر سرطان‌های مذکور نیز به اچ‌پی‌وی مرتبط هستند. HPV6 و HPV11 علت شایع زگیل‌های دستگاه تناسلی و پاپیلوماتوز حنجره هستند. این ویروس در زمان آمیزش جنسی و از طریق تماس مستقیم بین پوست افراد انتقال می‌یابد.
عفونت اچ‌پی‌وی توسط ویروس  ایجاد می‌شود. بیش از ۲۰۰ نوع (سویه) از این ویروس شناخته شده‌است. یک فرد ممکن است به بیش از یک نوع از ویروس پاپیلومای انسانی آلوده گردد و این بیماری تنها در انسان دیده شده‌است. بیش از ۴۰ سویه از این ویروس می‌توانند از طریق تماس جنسی منتشر شوند و مستقیماً در ناحیهٔ مقعد و تناسلی عفونت ایجاد نمایند. فاکتورهای ریسک برای عفونت مزمن توسط انواع منتقل شده از طریق تماس جنسی شامل مواردی همچون شروع تماس جنسی اولیه در سن پایین، شریکان جنسی متعدد، سیگار کشیدن و تضعیف عملکرد دستگاه ایمنی هستند. این سویه‌ها به‌طور معمول از طریق تماس مستقیم و مداوم پوست به پوست منتشر می‌شوند.
اچ‌پی‌وی بیشترین بیماری آمیزشی منتقل شونده در سراسر جهان است. سویه‌های پرخطر اچ‌پی‌وی حدود ۵٪ از تمام سرطان‌ها در سراسر جهان را ایجاد می‌کنند و برآورد می‌شود که سالانه ۵۷۰٬۰۰۰ زن و ۶۰٬۰۰۰ مرد به بیماری سرطان مرتبط با اچ‌پی‌وی مبتلا می‌گردند. در ایالات متحده، سالانه حدود ۳۶٬۰۰۰ مورد سرطان ناشی از اچ‌پی‌وی رخ می‌دهد. سرطان دهانهٔ رحم یکی از متداول‌ترین سرطان‌ها در سراسر جهان است و برآورد می‌شود که در سال ۲۰۲۰ حدود ۶۰۴٬۰۰۰ مورد جدید و ۳۴۲٬۰۰۰ مورد مرگ به دلیل آن رخ داده‌است. حدود ۹۰٪ از این موارد جدید و مرگهای سرطان دهانهٔ رحم در کشورهای با درآمد کم و متوسط رخ می‌دهد. تقریباً ۱.۲٪ از بزرگسالان فعال جنسی دارای زگیل‌های تناسلی هستند. موارد زگیل‌های پوستی از زمان یونان باستان توصیف شده‌است، اما تا سال ۱۹۰۷ مشخص نشده بود که آن‌ها به وسیلهٔ یک ویروس ایجاد می‌شوند.

## چگونگی گسترش اچ‌پی‌وی
تقریباً ۶۰ نوع اچ‌پی‌وی این قابلیت را دارند که باعث ایجاد زگیل‌های معمولی بشوند، که این زگیل‌ها در برخی از نواحی بدن مانند دست و پا به‌وجود می‌آیند. تقریباً ۴۰ نوع از این ویروس‌ها را اچ‌پی‌وی‌های «نوع تناسلی» می‌نامند که ممکن است موجب زگیل تناسلی شوند. این ویروس‌ها به هنگام تماس اندام‌های تناسلی، معمولاً در طول آمیزش جنسی از راه واژن ، از شخصی به شخص دیگر پخش می‌شوند. این ویروس می‌تواند از راه آمیزش جنسی دهانی هم منتقل شود. اچ‌پی‌وی رایج‌ترین عامل بیماری ویروسی است که از طریق آمیزش جنسی انتقال می‌یابد.
انواع تناسلی اچ‌پی‌وی می‌توانند ناحیهٔ تناسلی زنان، از جمله فرج (بخش بیرونی مهبل)، آستر مهبل، و گردن رحم (قسمت پایینی و باریک رحم زن)، و همچنین ناحیهٔ تناسلی مردان، از جمله آلت مردانه را آلوده کنند. هم در زنان و هم در مردان، اچ‌پی‌وی‌های تناسلی می‌توانند مقعد و برخی از نواحی سر و گردن را آلوده سازند. گاهی نژادهای «کم‌خطر» اچ‌پی‌وی‌های تناسلی، از همه بیشتر HPV – 6 و HPV – 11، می‌توانند باعث شوند زگیل‌ها یا ضایعات تناسلی بر روی یا در اطراف این مکان‌ها به وجود آید. اندازه، شکل، و تعداد این توده‌ها ممکن است متغیر باشد و این توده‌ها به‌ندرت به سرطان منتهی می‌شوند.

## سرطان‌های مرتبط با اچ‌پی‌وی
احتمال ایجاد سرطان توسط برخی از انواع اچ‌پی‌وی بیشتر است، و این انواع را اچ‌پی‌وی‌های «پرخطر» می‌نامند. سویه‌های پر ریسک ویروس اچ‌پی‌وی، حدود ۵٪ از تمام سرطان‌ها در سراسر جهان را تشکیل می‌دهند. به‌طور تخمینی ۵۷۰٬۰۰۰ زن و ۶۰٬۰۰۰ مرد هر سال به سرطان‌های مرتبط با اچ‌پی‌وی مبتلا می‌شوند که باعث شده اچ‌پی‌وی یکی از مهم‌ترین عوامل عفونی باعث سرطان باشد. معمولاً دستگاه ایمنی با ویروس مبارزه کرده و این عفونت ویروسی صدمه‌ای وارد نمی‌کند. اما در برخی از افراد، عفونتی دائمی (ماندگار) به‌وجود می‌آید که به‌کندی، اغلب در طول چندین سال، باعث ایجاد تغییراتی در سلول‌های طبیعی می‌شود که امکان دارد این تغییرات به ایجاد ضایعات پیش‌سرطانی یا سرطان منتهی شوند. سرطان دهانهٔ رحم یکی از رایج‌ترین سرطان‌ها در سراسر جهان است، که تخمین زده شده‌است در سال ۲۰۲۰ موجب بروز ۶۰۴٬۰۰۰ مورد جدید و ۳۴۲٬۰۰۰ مورد مرگ شده‌است. حدود ۹۰٪ از این موارد جدید سرطان و مرگ‌ومیر سرطان سرویکس در کشورهای با درآمد کم و متوسط رخ می‌دهد، که آزمون‌های اسکرینینگ و درمان تغییرات سلولی زودرس دهانهٔ رحم به راحتی در دسترس نیست. در ایالات متحده سالانه حدود ۳۶٬۰۰۰ مورد سرطان ناشی از اچ‌پی‌وی گزارش می‌گردد.

### نئوپلازی‌های گردن رحم
تقریباً تمامی موارد سرطان دهانهٔ رحم در اثر عفونت اچ‌پی‌وی ایجاد می‌شود. به طوری که دو نوع ویروس، HPV16 و HPV18، در ۷۰٪ از موارد تشخیص، مشاهده شده‌اند. در سال ۲۰۱۲، بر اساس آمار سازمان بین‌المللی پژوهش بر روی سرطان، دوازده سویهٔ اچ‌پی‌وی به عنوان عامل سرطان رحم شناخته شدند: ۱۶، ۱۸، ۳۱، ۳۳، ۳۵، ۳۹، ۴۵، ۵۱، ۵۲، ۵۶، ۵۸ و ۵۹. عفونت مزمن اچ‌پی‌وی ریسک بروز سرطان رحم را افزایش می‌دهد. افرادی که در معرض خطر ابتلای مکرر به این نوع عفونت هستند، زنان مبتلا به ایدز بوده که دارای ریسک ۲۲ برابری ابتلا به سرطان رحم هستند. در زنانی که به اچ‌پی‌وی آلوده هستند، امکان دارد کشیدن سیگار خطر سرطان دهانهٔ رحم را افزایش دهد. گرچه تقریباً تمام سرطان‌های دهانهٔ رحم توسط اچ‌پی‌وی ایجاد می‌شوند، بیشتر عفونت‌های اچ‌پی‌وی تناسلی، باعث ایجاد سرطان نمی‌شوند.

### سرطان دهان
ویروس اچ‌پی‌وی می‌تواند در زنان و در مردان باعث ایجاد سرطان دهان (سرطان دهان و زبان) و سرطان حلق دهانی (حلق دهان یا قسمت میانی گلو که از لوزه‌ها تا نوک حنجره ادامه دارد) بشود. این سرطان‌های مرتبط با اچ‌پی‌وی پیوسته در مردان افزایش می‌یابد. در واقع، طبق یافته‌های مطالعه‌ای که اخیراً صورت گرفته‌است، اینک ویروس اچ‌پی‌وی به اندازهٔ استعمال دخانیات و مصرف مشروبات الکلی باعث ایجاد سرطان‌های قسمت بالایی گلو می‌شود. شاید تغییر در رفتار جنسی، از جمله افزایش در آمیزش جنسی از راه دهان، یکی از دلایل این افزایش باشد.

### سرطان‌های دیگر
ویروس اچ‌پی‌وی با سرطان‌هایی که شیوع بیشتری دارند هم مرتبط است. تقریباً نیمی از موارد سرطان مهبل با اچ‌پی‌وی ارتباط دارند. انواعی از اچ‌پی‌وی که باعث ایجاد سرطان دهانهٔ رحم می‌شوند با سرطان مقعد هم مرتبط هستند. انواع پرخطر اچ‌پی‌وی با سرطان مهبل و سرطان آلت مردی هم ارتباط دارند.

## تشخیص

### آزمون دی‌اِن‌اِی ویروس پاپیلوم انسانی
در یک تست آزمایشگاهی، سلول‌هایی را با خراش دادن گردن رحم تهیه می‌کنند و آن‌ها را از نظر حضور دی‌ان‌ای ویروس پاپیلوم انسانی (HPV) بررسی می‌نمایند. امکان دارد این ویروس باعث تشکیل توده‌های (Growths) بافتی غیرطبیعی (به‌عنوان مثال زگیل) شود و تغییرات دیگری را در سلول‌ها ایجاد نماید. ممکن است آلودگی درازمدت به تیپ‌های خاصی از ویروس پاپیلوم انسانی باعث ایجاد سرطان دهانهٔ رحم شود. امکان دارد ویروس اچ‌پی‌وی در انواع دیگر سرطان (مانند سرطان‌های مقعد، مهبل، واژن، آلت جنسی مردانه، و حلقی-دهانی) هم نقشی ایفا کند.
تست HPV ژنوتیپ به تستی گفته میشود که هدفش تشخیص انواع خاصی از این ویروس در سلول های دهانه رحم است. انواع مختلفی از این ویروس وجود دارد که برخی از آنها ریسک بسیار بالایی در ایجاد سرطان دارند، همین دلیل باعث شده آزمایش hpv ژنوتیپ از اهمیت بالایی برخوردار باشد.
این آزمایش می‌تواند همراه آزمایش پاپ اسمیر انجام شود.

### آزمایش پاپ اسمیر
آزمایش پاپ یا تست پاپ اسمیر از جمله آزمایش‌هایی است که برای تشخیص تغییرات سلولی دهانهٔ رحم کاربرد دارد. در واقع این آزمایش به تشخیص سرطان شایع دهانهٔ رحم و ویروس اِچ‌پی‌وی کمک ویژه‌ای می‌کند. از آن‌جایی که سرطان دهانهٔ رحم هر ساله نزدیک به سیصد هزار زن را به کام مرگ می‌کشاند و چهارمین سرطان شایع در بین زنان است، انجام تست پاپ اسمیر امری ضروری محسوب می‌شود.
برای انجام آزمایش پاپ اسمیر سلول‌های دهانهٔ رحم برداشته شده و تغییرات آن از نظر سرطانی بودن مورد بررسی قرار می‌گیرد. این آزمایش نوعی غربال‌گری است که می‌تواند سلول‌های پیش‌سرطانی و سلول‌های سرطانی را تشخیص دهد. ممکن است مراجع حین انجام این آزمایش دچار ناراحتی شود اما ناراحتی موقتی است و به زودی رفع می‌شود. انجام تست پاپ اسمیر در تشخیص ویروس پاپیلومای انسانی کاربرد دارد اما سایر بیماری‌های آمیزشی را مشخص نمی‌کند.
بیشتر زنان حین نمونه‌گیری دچار درد بسیار اندکی یا انقباض شکمی می‌شوند یا ممکن است مقدار کمی خونریزی داشته باشند. اگر خونریزی بیشتر از ۲ روز ادامه داشته باشد، شخص نیاز به مشورت با پزشک دارد.

## پیشگیری
واکسن برای پیشگیری از عفونت اِچ‌پی‌وی تولید شده‌است و قیمت بالایی هم دارد. البته بیشتر عفونت‌های اچ‌پی‌وی در واقع به مرور زمان برطرف می‌شوند یا به اندازه‌ای ضعیف می‌شوند که بر بدن تأثیری نمی‌گذارند. عفونتی که فعال نیست ممکن است، به هنگامی‌که دستگاه ایمنی شخص به دلیل درمان بیماری‌های دیگر مانند سرطان ضعیف می‌شود، به صورت فعال درآید.
واکسن‌های اچ‌پی‌وی می‌توانند از شایع‌ترین انواع عفونت جلوگیری کند. برای مؤثر بودن، آن‌ها باید قبل از بروز عفونت مورد استفاده قرار گیرند و به همین دلیل بین ۹ تا ۱۳ سالگی توصیه می‌شوند. غربالگری سرطان دهانهٔ رحم، مانند آزمایش Papanicolaou (پاپ) یا نگاه کردن به دهانهٔ رحم پس از استفاده از اسید استیک، می‌تواند سرطان اولیه یا سلول‌های غیرطبیعی که ممکن است به سرطان تبدیل شوند را تشخیص دهد. این امر به معالجهٔ اولیه کمک می‌کند که نتیجهٔ بهتری داشته باشد. غربال‌گری، تعداد و مرگ و میر ناشی از سرطان دهانهٔ رحم در کشورهای توسعه‌یافته را کاهش داده‌است. زگیل را می‌توان با سرمادرمانی از بین برد.
روش‌های پیشگیری از ابتلا به عفونت شامل استفاده از کاندوم در هنگام برقراری تماس جنسی و تزریق واکسن پاپیلوماویروس انسانی است. محدود ماندن تعداد کسانی که شخص با آن‌ها آمیزش جنسی دارد راه دیگری برای کاهش دادن خطر است، زیرا داشتن آمیزش جنسی با تعداد زیادی از افراد، خطر آلوده شدن به عفونت اِچ‌پی‌وی را افزایش می‌دهد. استفاده ازکاندوم نمی‌تواند در طول آمیزش جنسی به‌طور کامل از شخص در برابر اِچ‌پی‌وی محافظت نماید.
مشکلات بهداشتی که توسط اِچ‌پی‌وی ایجاد می‌شود را می‌توان درمان نمود. زگیل و ضایعات پیش‌سرطانی را می‌توان از طریق درمان انجمادی (منجمد کردن یا سرمادرمانی یا کرایوتراپی)؛ از راه برداشتن با حلقهٔ الکتریکی (LEEP یا Loop Electrosurgical Excision Procedure)، که در آن از جریان برق برای برداشتن بافت‌های غیرطبیعی استفاده می‌کنند؛ از لیزر کربن دی‌اکسید و جراحی و داروهای موضعی (مانند کِرِم‌هایی که مستقیماً روی پوست مالیده می‌شوند) هم می‌توان برای درمان زگیل‌های تناسلی استفاده نمود. اما برطرف کردن زگیل‌های تناسلی به این معنی نیست که شخص دیگر به اِچ‌پی‌وی آلوده نیست. امکان دارد زگیل‌ها بعداً برگشت کنند، زیرا ممکن است ویروس هنوز به‌طور سالم و فعال در سایر سلول‌ها باقی مانده باشد. شخص آلوده به اِچ‌پی‌وی که هیچ زگیل آشکاری نداشته باشد هم می‌تواند شریک جنسی خود را به این ویروس آلوده سازد.
چون واکسن تنها می‌تواند از عفونت پیشگیری کند، و قادر نیست عفونت موجود را درمان نماید، واکسیناسیون افراد باید پیش از آغاز آمیزش جنسی آن‌ها صورت گیرد. افرادی که قبلاً از نظر جنسی فعال شده و شاید به اِچ‌پی‌وی آلوده شده باشند، باید با پزشک خود مشورت نمایند. امکان دارد این واکسن از آن‌ها در برابر سویه‌هایی از اِچ‌پی‌وی محافظت کند که به آن‌ها آلوده نیستند.
زنان باید، علاوه بر استفاده از این واکسن، با انجام پاپ اسمیر از خود محافظت نمایند، که پاپ اسمیر رایج‌ترین تست برای کمک به ردیابی سرطان گردن رحم است. با انجام پاپ اسمیر می‌توان سلول‌های پیش‌سرطانی را پیدا نمود و آن‌ها را پیش از تبدیل شدن به سلول‌های سرطانی از بدن خارج کرد. محققان دریافته‌اند که با ادغام نمودن پاپ اسمیر و تستی که برای ردیابی اِچ‌پی‌وی در زنان طراحی شده‌است می‌توان دقیق‌ترین نتایج را به‌دست‌آورد. لازم است زنان دربارهٔ انجام پاپ اسمیر، و احتمالاً انجام تست اِچ‌پی‌وی، با پزشکان خود مشورت نمایند.

### واکسن‌ها
سه واکسن برای جلوگیری از ابتلا به بعضی از انواع اِچ‌پی‌وی در دسترس است:
1. گارداسیل  4 ظرفیتی (Gardasil)
2. گارداسیل ۹ (Gardasil 9)
3. سِرواریکس  دو ظرفیتی(Cervarix)
4. گاردیسان 4 ظرفیتی (ایرانی)

هر چهار، محافظت در برابر عفونت اولیه با انواع اِچ‌پی‌وی ۱۶ و ۱۸، که باعث بیشتر موارد سرطان اِچ‌پی‌وی می‌شوند را ایجاد می‌نمایند. گارداسیل همچنین در برابر اِچ‌پی‌وی از نوع ۶ و ۱۱ محافظت می‌کند، که باعث ۹۰٪ زگیل‌های دستگاه تناسلی هستند. گارداسیل یک واکسن چهارگانهٔ نوترکیب است، در حالی که سرواریکس دوظرفیتی است و از ذرات شبه‌ویروس (VLP) پروتئین کپسید L1 تهیه شده‌ است.
گارداسیل ۹ این پتانسیل را دارد که از حدود ۹۰٪ از سرطان دهانهٔ رحم، ولور، واژن و مقعد جلوگیری کند. این واکسن می‌تواند برای ۹ سویهٔ اِچ‌پی‌وی شامل سویهٔ ۶، ۱۱، ۱۶، ۱۸، ۳۱، ۳۳، ۴۵، ۵۲ و ۵۸ محافظت کند. پنج مورد آخر تا ۲۰٪ از سرطان‌های دهانهٔ رحم که قبلاً پوشیده نشده بودند، ایجاد می‌کند.
واکسن مزایای کمی برای زنانی که قبلاً به اِچ‌پی‌وی نوع ۱۶ و ۱۸ آلوده هستند، فراهم می‌کند. به همین دلیل، واکسن در درجهٔ اول برای زنانی که هنوز در طول تماس جنسی در معرض اِچ‌پی‌وی قرار ندارند، توصیه می‌شود. مقالهٔ موضع سازمان جهانی بهداشت در مورد واکسیناسیون اِچ‌پی‌وی به وضوح استراتژی‌های مناسب و مقرون به صرفه برای استفاده از واکسن اِچ‌پی‌وی در برنامه‌های بخش عمومی را تشریح می‌کند.
شواهدی با اطمینان بالا وجود دارد که واکسن‌های اِچ‌پی‌وی از ضایعات پیش‌سرطانی گردن رحم در خانم‌های جوان محافظت می‌کند، خصوصاً آن‌هایی که از ۱۵ تا ۲۶ سالگی واکسینه می‌شوند. واکسن‌های اِچ‌پی‌وی خطر بروز عوارض جانبی جدی را افزایش نمی‌دهند. پیگیری طولانی‌تر برای نظارت بر تأثیر واکسن‌های اِچ‌پی‌وی بر سرطان دهانهٖ رحم مورد نیاز است.
مرکز کنترل و پیشگیری از بیماری ایالات متحده (CDC) توصیه می‌کند که واکسن‌ها در دو نوبت با فاصلهٔ حداقل ۶ ماه برای افراد ۱۱ تا ۱۲ ساله و سه دوز برای افراد ۱۳ سال و بالاتر تزریق شود. در واکسن‌ها در بیشتر کشورها فقط برای مصارف زنان تأمین می‌شوند، اما در بسیاری از کشورها برای استفادهٔ مردان نیز تأمین می‌شوند و برای پسران نوجوان در استرالیا تأمین می‌شوند. واکسن هیچ تأثیری در عفونت‌های اِچ‌پی‌وی یا ضایعات دهانهٔ رحم ندارد. (پس از ابتلا) در سال ۲۰۱۰، ۴۹٪ دختران نوجوان در ایالات متحده واکسن اِچ‌پی‌وی دریافت کرده‌اند.
مطالعات نشان می‌دهد که واکسن در دختران کوچک‌تر در مقایسه با نوجوانان بزرگ‌تر بیشتر مؤثر است، انگلستان، سوئیس، مکزیک، هلند و ایالت کبک شروع به ارائهٔ واکسن در برنامهٔ دوزیمی برای دختران زیر ۱۵ سال در سال ۲۰۱۴ کردند.
توصیه‌های غربال‌گری سرطان دهانهٔ رحم برای زنانی که واکسن اِچ‌پی‌وی دریافت می‌کنند تغییر نکرده‌است. این یک توصیه است که زنان همچنان غربال‌گری دهانهٔ رحم مانند آزمایش پاپ اسمیر را حتی پس از دریافت واکسن انجام دهند، زیرا این امر مانع از انواع سرطان دهانهٔ رحم نمی‌شود.
زنان و مردان هر دو حامل اِچ‌پی‌وی هستند. واکسن گارداسیل همچنین از مردان در برابر سرطان‌های مقعد و زگیل و زگیل تناسلی محافظت می‌کند.
مدت زمان اثر هر دو واکسن از زمان تولید آن‌ها مشاهده شد و انتظار می‌رود این اثرگذاری، طولانی باشد.
در دسامبر سال ۲۰۱۴، سازمان غذا و داروی آمریکا برای محافظت در برابر عفونت با چهار سویهٔ اِچ‌پی‌وی تحت پوشش واکسن نسل اول گارداسیل و همچنین ۵ سویهٔ دیگر مسئول ۲۰٪ از موارد سرطان دهانهٔ رحم، یک واکسن مبتنی بر گارداسیل ۹ با ارزش را به تصویب رساند. (HPV-31، HPV-33، HPV-45، HPV-52 و HPV-58).

## ختنه و عفونت پاپیلوماویروس
بررسی ملی سلامت و تغذیه در ایالات متحده آمریکا بر عوامل مرتبط با افزایش عفونت ویروس پاپیلومای انسانی در مردان نشان داد که عدم ختنه با افزایش ابتلا به این ویروس و به خصوص انواع پرخطر آن همراه بوده‌است.